# Deltocyathoides
Deltocyathoides is een geslacht van koralen uit de familie van de Turbinoliidae.

## Soorten
- Deltocyathoides orientalis (Duncan, 1876)
- Deltocyathoides stimpsonii (Pourtalès, 1871)